# La Grammaire
La Grammaire est une comédie-vaudeville en un acte d'Eugène Labiche et Alphonse Jolly, représentée pour la première à Paris au Théâtre du Palais-Royal le 26 juillet 1867.

## Argument
Francois Caboussat, ancien négociant, travaille à son élection à la mairie d’Arpajon ; il est aidé en cela par le vétérinaire Machut qui, à la faveur de ses déplacements professionnels, fait campagne pour lui. Caboussat, malheureusement, n'arrive pas à assimiler les règles de la grammaire française et personne ne sait, à Arpajon, que c'est sa fille Blanche qui, en secret, rédige sa correspondance et ses discours.
Poitrinas, président de l'académie d'Étampes, est passionné par les vestiges archéologiques romains au point qu'il en voit partout, y compris dans les tessons de la vaisselle cassée par Jean, le domestique de Caboussat, et enterrés dans le jardin. Lorsque Poitrinas rend visite à Caboussat, c'est d'abord pour lui demander de rédiger les comptes rendus des fouilles qu'il compte réaliser à Arpajon. Cette proposition plonge bien sûr Caboussat dans un profond embarras.
La visite de Poitrinas a toutefois un second objet : son fils Edmond et Blanche s'aiment, et il serait très favorable à leur mariage si son fils n'avait pas un grave défaut, un « vice » selon son père, qu'il se refuse à annoncer ouvertement à Caboussat. De son côté, ce dernier verrait aussi d'un bon œil ce mariage si l'idée d'une union entre Edmond, fils d'un érudit, et Blanche, fille d'un cancre en orthographe, ne lui semblait pas contre nature.
À la toute fin de la pièce, le défaut d'Edmond est enfin révélé à Caboussat, par ailleurs brillamment élu à la mairie, et tous les problèmes trouvent leur solution, grâce à Blanche et au mariage annoncé des deux jeunes gens.

## Distribution
| Acteurs et actrices ayant créé les rôles     |                     |
| Personnage                                   | Acteur ou actrice   |
| François Caboussat, ancien négociant         | Jean-Marie Geoffroy |
| Poitrinas, président de l'Académie d'Étampes | Lhéritier           |
| Machut, vétérinaire                          | M. Pellerin         |
| Jean, domestique de Caboussat                | M. Fitzelier        |
| Blanche, fille de Caboussat                  | Mlle Worms          |